# Eneco Tour 2005
El Tour del Benelux 2005 fou la primera edició del Tour del Benelux i es disputà entre el 3 i el 10 d'agost de 2005 sobre una distància de 1.186 km repartits entre 8 etapes.
El vencedor final fou l'estatunidenc Bobby Julich (Team CSC) que s'imposà per davat d'Erik Dekker i Leif Hoste.

## Equips participants
| N.      | Codi | Equip             |
| ------- | ---- | ----------------- |
| 2-8     | RAB  | Rabobank ProTeam  |
| 11-18   | DVL  | Davitamon-Lotto   |
| 21-28   | QST  | Quick Step        |
| 31-38   | DSC  | Discovery Channel |
| 41-48   | TMO  | T-Mobile Team     |
| 51-58   | GST  | Gerolsteiner      |
| 61-68   | CSC  | Team CSC          |
| 71-78   | C.A  | Crédit agricole   |
| 81-88   | FDJ  | FDJ               |
| 91-98   | COF  | Cofidis           |
| 101-108 | BTL  | Bouygues Telecom  |
| 111-118 | FAS  | Fassa Bortolo     |

| N.      | Code | Équipe                         |
| ------- | ---- | ------------------------------ |
| 121-127 | LAM  | Lampre-Caffita                 |
| 131-138 | LIQ  | Liquigas-Bianchi               |
| 141-148 | DOM  | Domina Vacanze-De Nardi        |
| 151-158 | IBA  | Illes Balears-Caisse d'Epargne |
| 161-168 | LSW  | Liberty Seguros-Würth          |
| 171-178 | EUS  | Euskaltel–Euskadi              |
| 181-188 | SDV  | Saunier Duval-Prodir           |
| 191-198 | PHO  | Phonak                         |
| 201-208 | SHI  | Shimano-Memory Corp            |
| 211-218 | MRB  | Mr Bookmaker.com               |
| 221-228 | JAC  | Chocolade Jacques-T-Interim    |

## Recorregut i etapes
| Etapes   | Data       | Recorregut                             | Km    | Vencedor d'etapa  | Líder de la general |
| -------- | ---------- | -------------------------------------- | ----- | ----------------- | ------------------- |
| Pròleg   | 3 d'agost  | Mechelen (BEL) (CRI)                   | 5,7   | Rik Verbrugghe    | Rik Verbrugghe      |
| 1a etapa | 4 d'agost  | Geel (BEL) > Mierlo (NED)              | 189,4 | Max van Heeswijk  | Max van Heeswijk    |
| 2a etapa | 5 d'agost  | Geldrop (NED) > Sittard-Geleen (NED)   | 182,2 | Simone Cadamuro   | Max van Heeswijk    |
| 3a etapa | 6 d'agost  | Beek (NED) > Landgraaf (NED)           | 211,1 | Allan Davis       | Rik Verbrugghe      |
| 4a etapa | 7 d'agost  | Landgraaf (NED) > Verviers (BEL)       | 232   | Alessandro Ballan | Rik Verbrugghe      |
| 5a etapa | 8 d'agost  | Verviers (BEL) > Hasselt (BEL)         | 194   | Max van Heeswijk  | Rik Verbrugghe      |
| 6a etapa | 9 d'agost  | Sint-Truiden (BEL) > Hoogstraten (BEL) | 195,9 | Stefan van Dijk   | Rik Verbrugghe      |
| 7a etapa | 10 d'agost | Etten (NED) > Leur (NED) (CRI)         | 26,3  | Bobby Julich      | Bobby Julich        |

## Les etapes

### Pròleg. 03-08-2005:Mechelen, 5,7 km. (CRI)
|   | Ciclista       | Equip                 | Temps  |
| - | -------------- | --------------------- | ------ |
| 1 | Rik Verbrugghe | Quick Step-Innergetic | 6' 45" |
| 2 | Carlos Barredo | Liberty Seguros-Würth | + 1"   |
| 3 | Servais Knaven | Quick Step-Innergetic | + 2"   |

### Etapa 1. 04-08-2005:Geel-Mierlo, 189 km.
|   | Ciclista         | Equip             | Temps      |
| - | ---------------- | ----------------- | ---------- |
| 1 | Max van Heeswijk | Discovery Channel | 4h 20' 08" |
| 2 | Marco Zanotti    | Liquigas-Bianchi  | m. t.      |
| 3 | Steven de Jongh  | Rabobank          | m. t.      |

### Etapa 2. 05-08-2005:Geldrop-Sittard-Geleen, 178 km.
|   | Ciclista          | Equip                   | Temps      |
| - | ----------------- | ----------------------- | ---------- |
| 1 | Simone Cadamuro   | Domina Vacanze-De Nardi | 4h 14' 48" |
| 2 | Marco Zanotti     | Liquigas-Bianchi        | m. t.      |
| 3 | Enrico Gasparotto | Liquigas-Bianchi        | m. t.      |

### Etapa 3. 06-08-2005:Beek-Landgraaf, 205 km.
|   | Ciclista        | Equip                 | Temps      |
| - | --------------- | --------------------- | ---------- |
| 1 | Allan Davis     | Liberty Seguros-Würth | 4h 56' 44" |
| 2 | Erik Dekker     | Rabobank              | + 5"       |
| 3 | Daniele Bennati | Lampre-Caffita        | m. t.      |

### Etapa 4. 07-08-2005:Landgraaf-Verviers, 232 km.
|   | Ciclista          | Equip                 | Temps      |
| - | ----------------- | --------------------- | ---------- |
| 1 | Alessandro Ballan | Lampre-Caffita        | 6h 06' 05" |
| 2 | Rik Verbrugghe    | Quick Step-Innergetic | m. t.      |
| 3 | Leif Hoste        | Discovery Channel     | m. t.      |

### Etapa 5. 08-08-2005:Verviers-Hasselt, 194 km.
|   | Ciclista         | Equip             | Temps      |
| - | ---------------- | ----------------- | ---------- |
| 1 | Max van Heeswijk | Discovery Channel | 4h 41' 06" |
| 2 | Alberto Ongarato | Fassa Bortolo     | m. t.      |
| 3 | Stefan van Dijk  | Mr Bookmaker      | m. t.      |

### Etapa 6. 09-08-2005:Sint-Truiden-Hoogstraten, 195 km.
|   | Ciclista         | Equip                   | Temps      |
| - | ---------------- | ----------------------- | ---------- |
| 1 | Stefan van Dijk  | Mr Bookmaker            | 4h 10' 37" |
| 2 | Max van Heeswijk | Discovery Channel       | m. t.      |
| 3 | Simone Cadamuro  | Domina Vacanze-De Nardi | m. t.      |

### Etapa 7. 10-08-2005:Etten-Leur, 26 km. (CRI)
|   | Ciclista     | Equip             | Temps   |
| - | ------------ | ----------------- | ------- |
| 1 | Bobby Julich | Team CSC          | 31' 14" |
| 2 | Leif Hoste   | Discovery Channel | + 21"   |
| 3 | Erik Dekker  | Rabobank          | + 45"   |

## Classificació general
|    | Ciclista              | Equip                 | Temps       |
| -- | --------------------- | --------------------- | ----------- |
| 1  | Bobby Julich          | Team CSC              | 29h 08' 01" |
| 2  | Erik Dekker           | Rabobank              | + 21"       |
| 3  | Leif Hoste            | Discovery Channel     | + 41"       |
| 4  | Thomas Dekker         | Rabobank              | + 54"       |
| 5  | Michael Blaudzun      | Team CSC              | + 1' 07"    |
| 6  | Rik Verbrugghe        | Quick Step-Innergetic | + 1' 16"    |
| 7  | Carlos Barredo        | Liberty Seguros-Würth | + 1' 22"    |
| 8  | Jurgen van den Broeck | Discovery Channel     | + 1' 28"    |
| 9  | Andreas Klier         | T-Mobile              | + 1' 57"    |
| 10 | Serguei Ivanov        | T-Mobile              | + 2' 12"    |

|   | Ciclista              | Equip             | Punts |
| - | --------------------- | ----------------- | ----- |
| 1 | Christian Vande Velde | Team CSC          | 68    |
| 2 | Jason McCartney       | Discovery Channel | 66    |
| 3 | Bart Dockx            | Davitamon-Lotto   | 32    |

|   | Ciclista         | Equip                 | Punts |
| - | ---------------- | --------------------- | ----- |
| 1 | Allan Davis      | Liberty Seguros-Würth | 132   |
| 2 | Max van Heeswijk | Discovery Channel     | 90    |
| 3 | Stefan van Dijk  | Mr Bookmaker          | 69    |

|   | Ciclista              | Equip                 | Temps       |
| - | --------------------- | --------------------- | ----------- |
| 1 | Thomas Dekker         | Rabobank              | 29h 08' 05" |
| 2 | Carlos Barredo        | Liberty Seguros-Würth | + 28"       |
| 3 | Jurgen Van Den Broeck | Discovery Channel     | + 34"       |

|   | Equip    | País      |
| - | -------- | --------- |
| 1 | Team CSC | Dinamarca |